# 克朗 (马耶讷省)
克朗（法語：Craon，法語發音：[kʁã]），法国西北部城市，卢瓦尔河地区大区马耶讷省的一个市镇，隶属于贡捷堡区，其市镇面积为24.6平方公里，2022年1月1日时人口数量为4,415人，在法国城市中排名第2,434位。
克朗位于马耶讷省西南部，是一个区域性的中心城市和交通枢纽。

## 地名来源

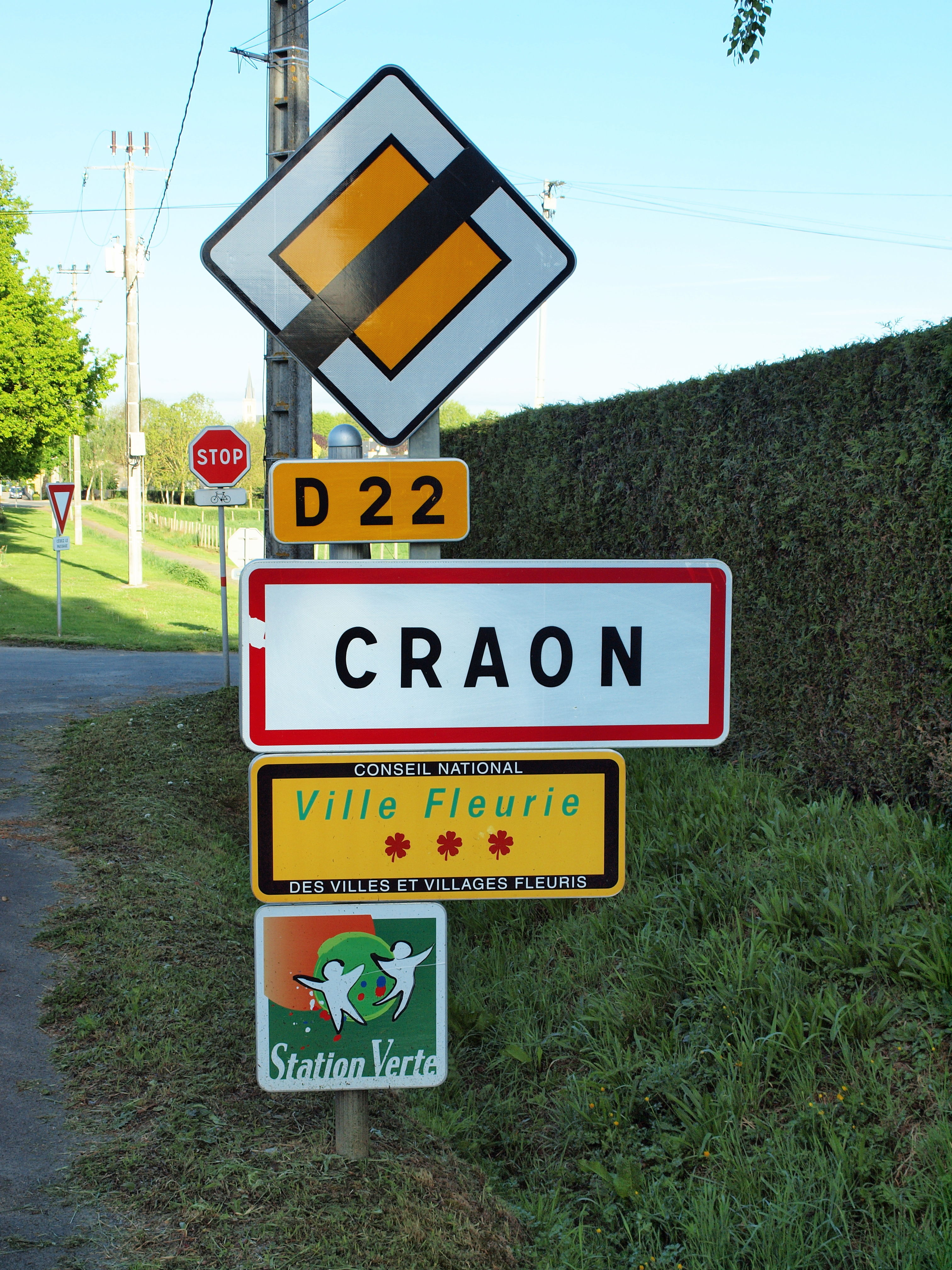
克朗的入城路牌

“克朗”一名最初于公元7世纪以的形式被记载，其具体含义不详。

## 历史
克朗的建城史起源于公元9世纪，彼时，南特伯爵朗贝尔二世在此修建城堡以防御秃头查理及其军队。851年《昂热条约》（traité d'Angers）签订后，克朗被诺米诺埃继承。1592年，天主教联盟和法兰西军队在此发生克朗战役。法国大革命后，克朗成为马耶讷省的一个市镇，并在1790至1795年间为一个地区行署。

## 地理
克朗位于法国西北部，卢瓦尔河地区大区中北部和马耶讷省西南部，距离省会拉瓦勒大约30公里。与克朗接壤的市镇包括：阿泰、布尚莱克朗、谢朗塞、德纳泽、利夫雷拉图什、尼亚夫勒、波姆里约。

### 地形
克朗位于阿摩里卡丘陵东南侧延伸地带，境内以平原和浅丘为主，市区地势平坦，全境海拔在32到83米之间。

### 水文
烏東河自北向南流经境内，该河是马耶讷河的支流，属于卢瓦尔河流域。市区东侧有黑莓园湖（Lac du Mûrier）。

### 植被
克朗属于温带落叶林区，市区内的主要绿地公园包括克朗城堡花园和黑莓园公园（Parc du Mûrier）。

### 气候
克朗在柯本气候分类法中属于温带海洋性气候。

## 行政区划
克朗是法国卢瓦尔河地区大区马耶讷省的一个市镇，编号为53084。克朗隶属于贡捷堡区和贡捷堡县，同时也是克朗地区市镇公共社区的办公驻地。
法国国家统计与经济研究所（简称）在进行数据统计时，未将克朗划入任何的城市核心区（Unité urbaine）或城市区（Aire urbaine）内。同时，还将克朗市镇整体设为一个“块区”（IRIS），以统计人口分布情况。

## 交通

### 公路
多条马耶讷省省道在克朗境内交汇，卢瓦尔河地区大区下属的城际客运提供巴士线路，可前往省会拉瓦勒。
2017年，73.8%的克朗家庭拥有至少一辆的私人汽车。2018年，克朗境内共发生各类交通事故2起，造成3人受伤。

### 铁路
距离克朗最近的客运铁路车站为拉瓦勒站。

### 航空
距离克朗最近的民用航空站为雷恩机场，距离克朗市中心的公路里程约73公里。

### 城市公共交通
克朗暂无城市公共交通系统。

## 政治
克朗的现任市长为贝尔特朗·德·盖布里扬先生（Bertrand de Guébriant），他是一名无党派人士，在2020年的市政选举中获得了55.35%的支持率。
在2017年的法国总统大选中，法国第25任总统埃马纽埃尔·马克龙在克朗获得了78.15%的支持率。

## 人口
2017年，克朗市镇人口数量为4,507，在法国排名第2,434位。其中男性2,109人，女性2,398人，75岁及以上人口占16.8%，外籍人口数量为800人，人口密度为184人/平方公里，当地居民被称为（男性）或（女性）。2018年，克朗境内出生28人，死亡人口74人。
| 年份   | 1936  | 1946  | 1954  | 1962  | 1968  | 1975  | 1982  | 1990  | 1999  | 2006  | 2011  | 2016  | 2017  |
| ------ | ----- | ----- | ----- | ----- | ----- | ----- | ----- | ----- | ----- | ----- | ----- | ----- | ----- |
| 人口數 | 3,692 | 3,839 | 3,837 | 4,146 | 4,482 | 4,661 | 4,829 | 4,767 | 4,659 | 4,629 | 4,522 | 4,513 | 4,507 |

## 经济
克朗是一个区域性的中心城市，农产品加工、医疗、机械及社会服务是当地的主要就业岗位类型。

## 财政收入
2018年，克朗的财政收入总额为5,648,230欧元，财政支出总额为5,094,850欧元，当年的债务总额为8,209,360欧元。
2014年，克朗的人均收入总额为2,450欧元，其中高职人员为4,244欧元，普通职员为1,800欧元。
2017年，克朗境内的青壮年（15至64岁）失业率为9.4%，当地33.8%的家庭拥有纳税资格。

## 社会事务

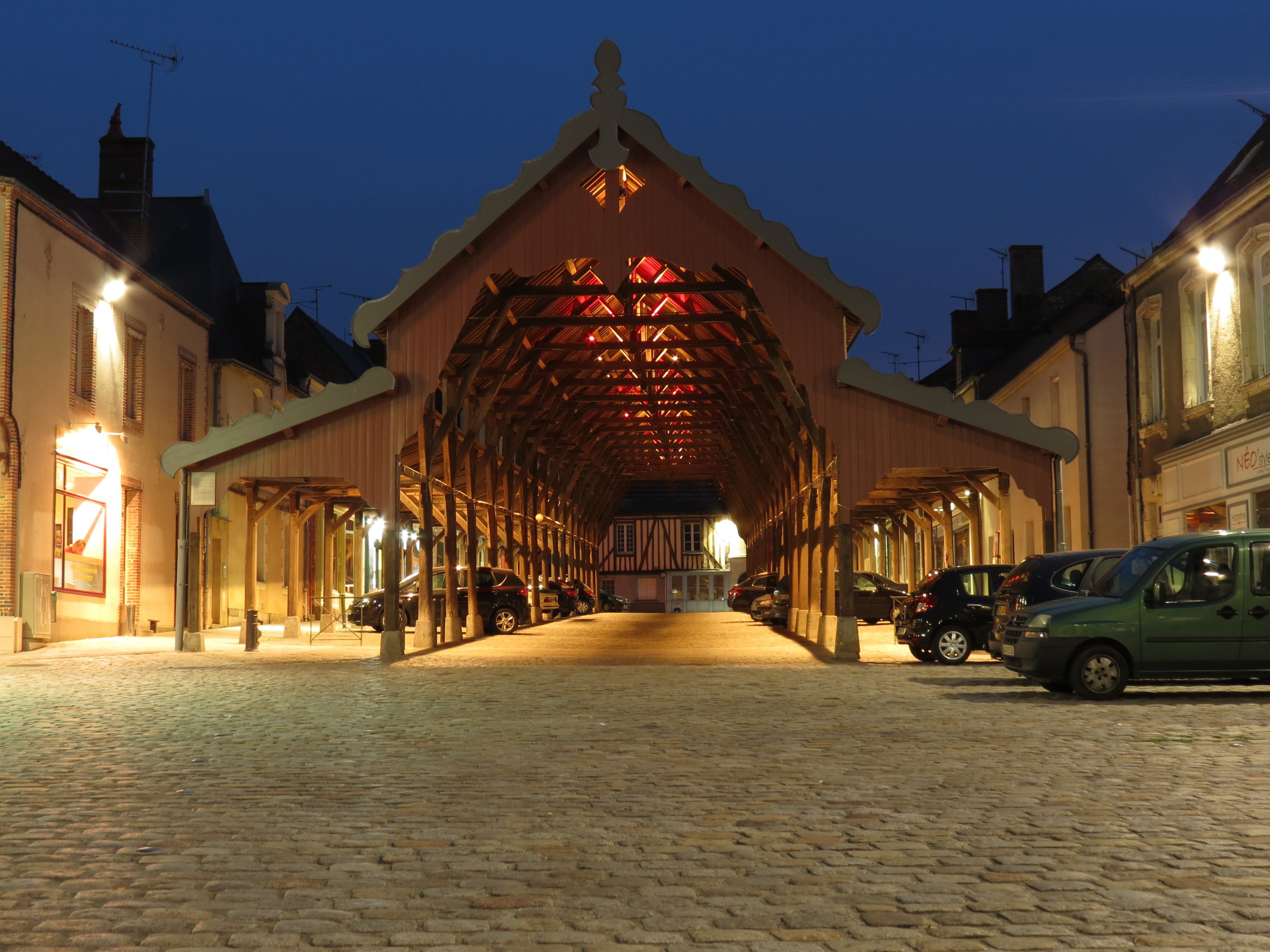
克朗集市

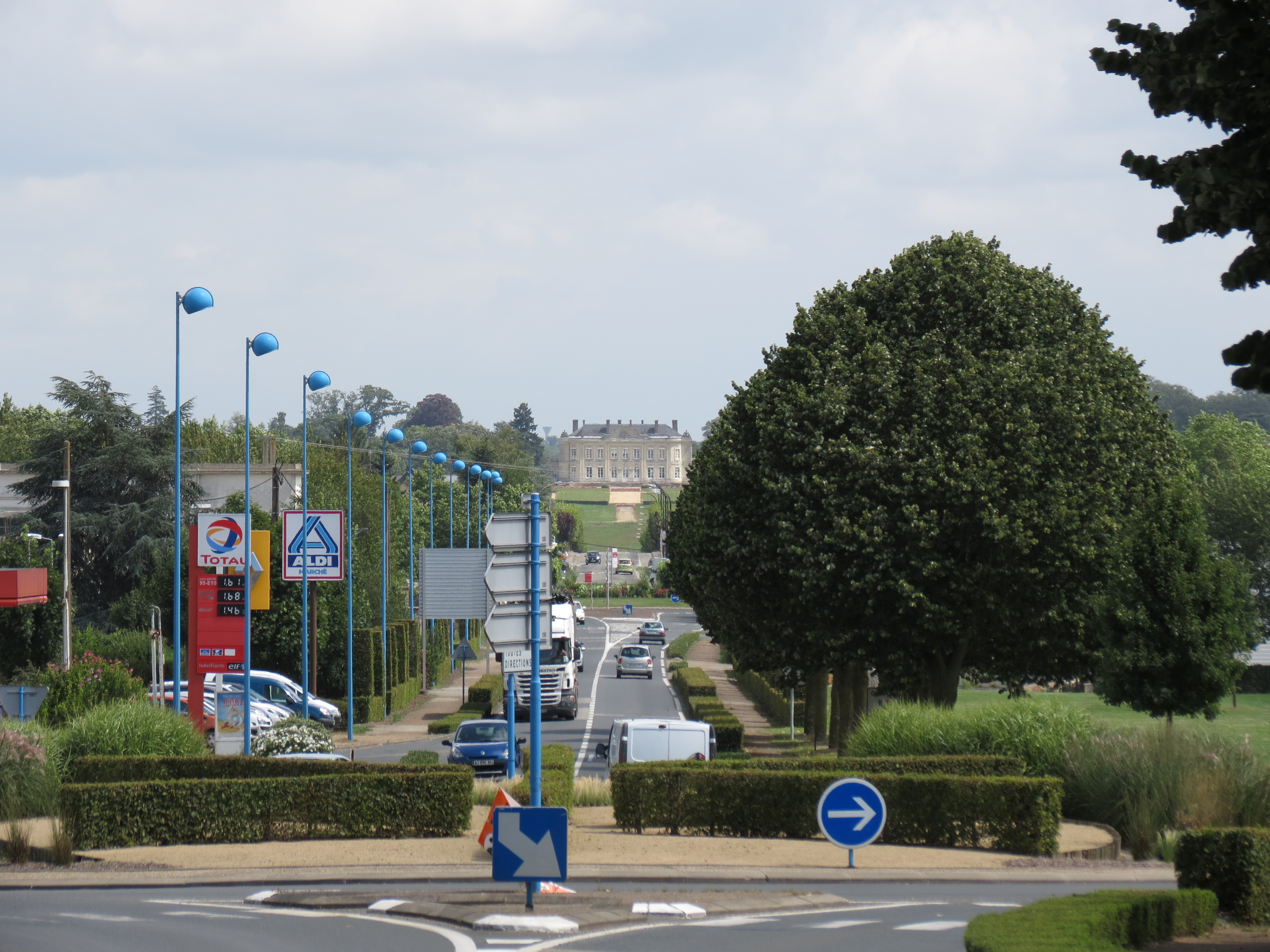
克朗市区及尽头处的城堡

### 教育
克朗属于南特学区。截止2019年1月1日，克朗境内共有1所幼儿园、3所小学、2所初级中学和2所农业高中。2018至2019学年度，克朗境内共有在校中等教育阶段学生719名。

### 医疗
截止2019年1月1日，克朗境内共有全科医生7名、保健师8名、牙医1名、护士9名和助产士1名。境内共有药房2家和养老院1家。
克朗中心医院，全名为“马耶讷省西南部地方中心医院”（Centre Hospitalier Local du Sud Ouest Mayennais），是法国的一个区域性医疗机构，其主病区位于克朗市区，设有床位320个，是当地规模最大的公立综合性医院。

### 住房
2017年，克朗境内共有各类住房2,364套，其中85.2%为独立式居民区；14.6%为集中式居民区，少量分布于市区西部。常住房屋占克朗市镇范围内居民建筑总量的88.9%。

### 商业
2018年，克朗境内共有各类商铺236家，其中餐饮服务类117家。市区西南部建有大型开放式商业街区，Super U在此设有分店。

### 体育
2019年，克朗境内共有1家游泳池、3间体育馆、1座综合体育场、4处网球场、1处马术场、3处足球或橄榄球场以及2处篮球或排球场。
克朗足球俱乐部（ES Craon Football）是当地的一支足球队，2020至2021赛季参加马耶讷省的省级足球联赛。

### 环境
克朗的环境事务由其所属的公共社区负责。2018年，克朗境内暂无污染企业。

### 治安
2014年，克朗及附近地区共发生各类案件1,554起，其中盗窃类案件898起，经济类案件258起，毒品交易类案件66起。

## 文化

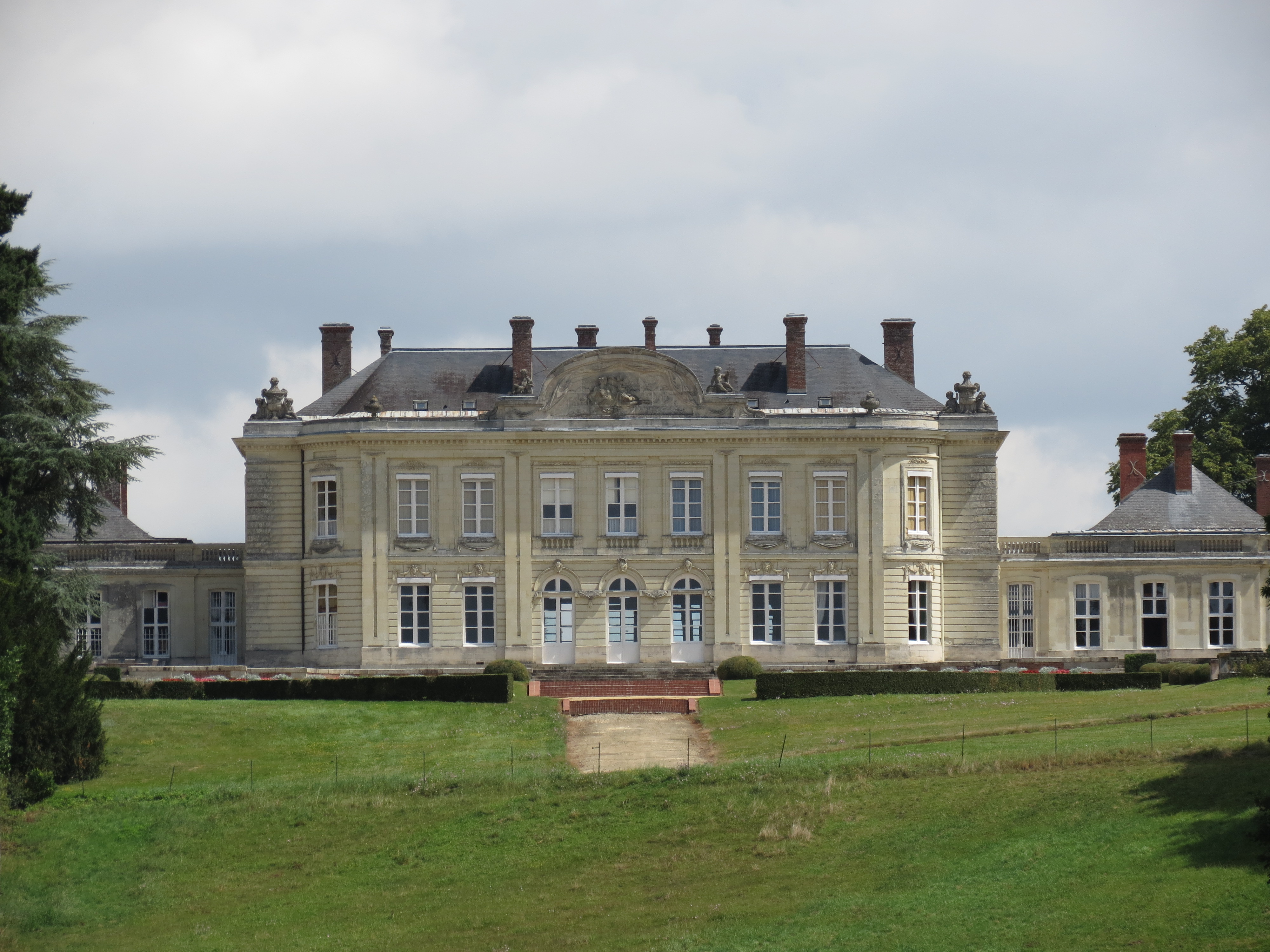
克朗城堡

克朗境内暂无文化设施。

### 建筑
克朗境内有多处法国国家文物保护单位，其中克朗城堡是当地的代表性建筑物。

### 旅游
克朗的旅游事务由其所属的公共社区负责。2020年，克朗境内共有2家宾馆共计21间房间，另有1个露营地，可容纳共44辆露营车。

### 媒体
法国主要的媒体均可在克朗接收，法国电视三台下属的卢瓦尔河地区大区频道在部分时段播出克朗所属区域的地方新闻。

## 友好城市
截至2020年11月，克朗与 德国布亨贝格互为友好城市关系。